# Polsat
Polsat ist ein polnischer privater Fernsehsender. Am 5. Dezember 1992 ging Polsat aus den Niederlanden, als erster polnischsprachiger Privatsender, auf Sendung. Heute gehört Polsat zu den vier wichtigsten Fernsehsendern in Polen. Gründer von Polsat ist Zygmunt Solorz-Żak, der durch den Erfolg seines Unternehmens zu einem der reichsten Polen wurde.

## Geschichte
Im Dezember 2006 schloss die Axel Springer AG mit Solorz einen Vorvertrag zur Übernahme von 25,1 Prozent der Anteile des Unternehmens für maximal 300 Millionen Euro. Zugleich stellte sie beim polnischen Amt für Wettbewerb und Verbraucherschutz UOKiK einen Antrag auf Übernahme eines Minderheitsanteils. Springer sollte laut Vorvertrag zwei der acht Sitze im Polsat-Vorstand bekommen. Das UOKiK lehnte den Antrag im April 2007 mit der Begründung ab, dass die Axel Springer AG trotz des Minderheitsanteils die Kontrolle über Polsat übernehmen werde. Daraufhin entschied sich Springer im Dezember 2007, den Erwerb der Beteiligung nicht weiterzuverfolgen.

## Sendungen (Auswahl)
- Świat według Kiepskich, Comedyserie
- Nasz Nowy Dom, Dokutainment-Serie
- Baltazar Gąbka, Animationsserie
- Milionerzy, Quizshow